# مردیت ریش
مردیت ریش (انگلیسی: Meredith Beard؛ زادهٔ ۱۰ مهٔ ۱۹۷۹) بازیکن فوتبال اهل ایالات متحده آمریکا است.
از باشگاه‌هایی که در آن بازی کرده‌است می‌توان به واشینگتن فریدام اشاره کرد.
وی همچنین در تیم ملی فوتبال زنان ایالات متحده آمریکا بازی کرده‌است.